# Arholzen
Arholzen er en kommune i den centrale del af Landkreis Holzminden i den tyske delstat Niedersachsen, med 401 indbyggere (2012), og en del af amtet Eschershausen-Stadtoldendorf.

## Geografi
Arholzen ligger ved udkanten af Naturpark Solling-Vogler i Weserbergland i den sydlige del af Niedersachsen.

### Nabokommuner
Kommunen grænser mod vest til Bevern, mod nord til Negenborn og Stadtoldendorf, mod øst til Deensen og Schorborn, og mod syd til et kommunefrit område.